# سراسينة جناحية
سراسينة جناحية (الاسم العلمي:Sarracenia alata) هي نوع من النباتات تتبع جنس السراسينة من الفصيلة السراسينية.